# Benfica (Lissabon)
Benfica ist eine portugiesische Gemeinde im Distrikt Lissabon und in der Região de Lisboa. Die Gemeinde ist ein Stadtteil von Lissabon.

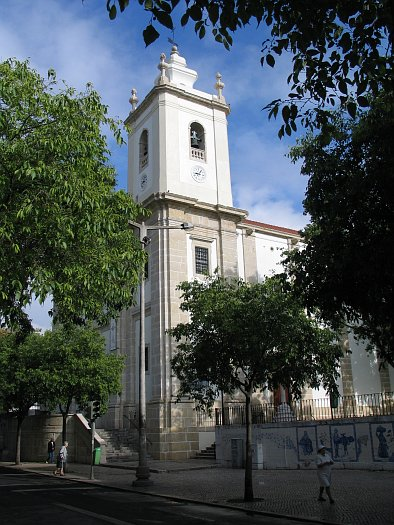
Kirche Igreja de Nossa Senhora do Amparo in Benfica

Der Ort verfügt über 8,0 km² mit 35.362 Einwohnern (Stand 19. April 2021). Benfica umfasst circa zwei Drittel der grünen Lunge der portugiesischen Hauptstadt, dem Parque Florestal de Monsanto.

## Geschichte
Benfica begann als Dorf mit einfachen Bauern in der Region um Lissabon (portugiesisch saloio). Mit ihnen haben sich auch einige Ordensgemeinschaften hier niedergelassen.
Im 15. Jahrhundert wurde der Ort, bedingt durch die Lage im Gebiet Termo de Lisboa gefördert und erhielt zwei Richterpositionen zugesprochen. Einher ging die Niederlassung dreier wichtiger Ordensgemeinschaften, die der Nossa Senhora do Amparo, Santo António und São Sebastião.
Im 18. Jahrhundert begann eine hohe Zuwanderung der neuen Wohlhabenden, die, inspiriert durch die Landschaft, hier ihre Quintas errichteten.
Das 19. Jahrhundert wurde durch die Erschließung durch öffentliche Verkehrsmittel und dem weiteren Wachstum der Stadt geprägt.
Mit der Aufhebung des Termo de Lisboa 1852 wurde das Gebiet von Benfica in den neuen Kreis Santa Maria de Belém integriert, der jedoch 1886 wieder geteilt wurde. Der äußere Teil von Benfica (bis zur Estrada da Circunvalação de Lisboa) wurde dabei in den Kreis von Oeiras übertragen (dieses Gebiet gehört heute zum Kreis von Amadora), und der innere Teil wurde zu Lissabon eingegliedert. Aus diesem Teil stammt die heutige Gemeinde.
Die Gemeinde wuchs weiter rasch an, wodurch sie sich mehr und mehr zur Stadt entwickelte. Von den 1950er-Jahren bis in die 1990er-Jahre verdreifachte sich die Einwohnerzahl von 17.843 auf etwa 50.000.
1959 wurde das Gebiet erneut geteilt, und die Gemeinde São Domingos de Benfica wurde gegründet.
In den letzten Jahren ist durch Alterung der Bevölkerung und dem Wegzug junger Leute in die Peripherie von Lissabon ein Rückgang der Bevölkerungszahlen zu verzeichnen.

## Wirtschaft
Die Nachrichtenagentur Lusa hat in der Gemeinde ihren Hauptsitz.

## Sport
Benfica ist die Heimat der Vereine Sport Lisboa e Benfica und dem Clube Futebol Benfica, deren Spielstätten, das Estádio da Luz und das Estádio Francisco Lázaro, hier etwa drei Kilometer Luftlinie voneinander entfernt liegen.

## Söhne und Töchter der Stadt
- Matilde Rosa Araújo (1921–2010), Schriftstellerin

## Bauwerke
- Igreja de Nossa Senhora do Amparo

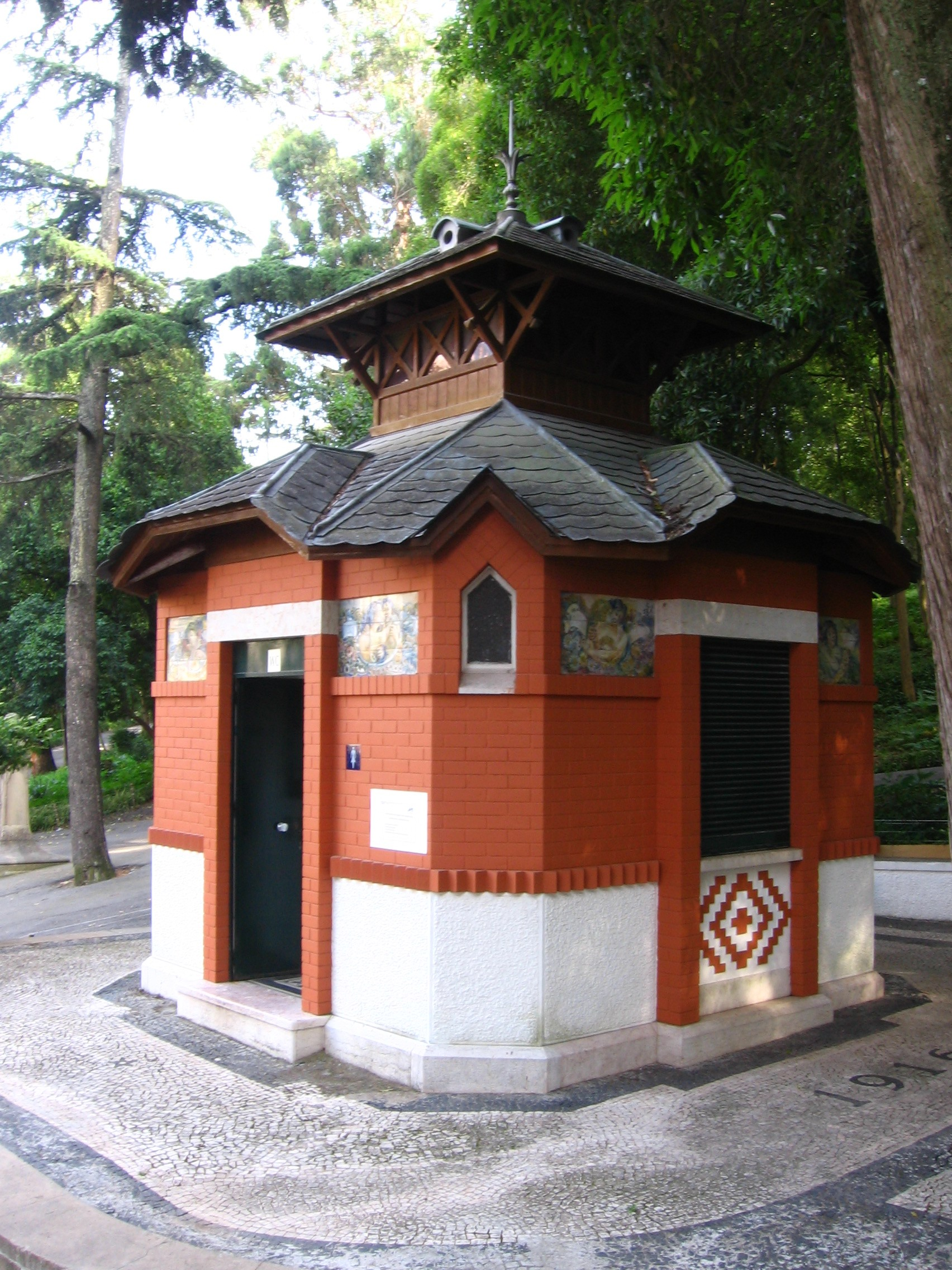
Kiosk im Parque Silva Porto

- Parque Silva Porto (oder Mata de Benfica)
- Portas de Benfica
- Quinta do Peres
- Quinta da Granja
- Aqueduto das Águas Livres, verläuft parallel zur Linha de Sintra
- Chafariz de Benfica
- Chafariz da Buraca

## Straßen (Auswahl)
- Avenida de Ceuta1 2 3
- Avenida Gomes Pereira
- Avenida Lusíada3 5
- Avenida Marechal Teixeira Rebelo4
- Estrada da Circunvalação de Lisboa6
- Estrada de Queluz7
- Rua General Morais Sarmento

1 Gemeinsam mit der Gemeinde Campolide

2 Gemeinsam mit den Gemeinden Santo Condestável und Alcântara

3 Gemeinsam mit der Gemeinde São Domingos de Benfica

4 Gemeinsam mit der Gemeinde Carnide

5 Gemeinsam mit der Gemeinde Nossa Senhora de Fátima

6 Gemeinsam mit den Gemeinden Olivais und Santa Maria de Belém

7 Gemeinsam mit den Gemeinden Ajuda und São Francisco Xavier